# 愛知県立一宮南高等学校
愛知県立一宮南高等学校（あいちけんりついちのみやみなみこうとうがっこう）は、愛知県一宮市にある公立の高等学校。

## 概要
1979年（昭和54年）に全日制普通科の高校として創立される。開校前には、敷地内において工事作業中に弥生時代の土器などが多数発掘され紙面を飾った。愛知県の高校入試における一学年の募集人員は320名であり、学区は尾張1群Aグループに属している。2009年（平成21年）には創立30年の記念の年を迎えた。
毎年多くの生徒が入学時進学を希望し、地元は少なく地方の国公立・私立大学へと卒業生を送り出している。2年次からは文系理系にクラスを分け、さらに3年次からは文系を国公立大学志望と私立大学志望に分けることで、個々の志望する進学先に見合った類型を選択し、それに見合った学習指導を受けることが出来る。
校訓は「創造と勤勉」である。

## 沿革
- 1979年：一宮市千秋町に現在の名前で創立。
- 1988年：創立10周年記念式典。
- 1991年：応援歌制定（作詞：太田康直（当時の校長） 作曲：野木森吾郎）。
- 1993年：伊藤みどり・山田満知子トークショー開催。
- 1995年：文部省指定の武道指導推進校となる。
- 1998年：創立20周年記念式典：五味貞介による講演会を実施。
- 2000年：学校活性化奨励事業実践指定校となる。
- 2007年：体育館耐震補強工事が完了。
- 2008年：本館耐震補強工事が完了。創立30周年記念式典：野口健による講演会を実施。
- 2018年：創立40周年記念式典 鈴木大地による講演会を実施。

## 部活動
2022年（令和4年）度から部活動の所属は任意となったが、9割以上の生徒は何らかの部に所属している。

### 運動部
- 男子バレーボール部
- 女子バレーボール部
- サッカー部
- 野球部
- 男子ソフトテニス部
- 女子ソフトテニス部
- 剣道部
- 男子ハンドボール部
- 女子ハンドボール部
- 男子バスケットボール部
- 女子バスケットボール部
- 卓球部
- 水泳部
- 陸上競技部
- バドミントン部

### 文化部
- 吹奏楽部
- ボランティア部
- 美術部
- 家庭部
- 茶華道部
- 演劇部
- 自然科学部
- 写真部

写真部は過去に全国大会の出場経験がある。

## 交通アクセス
名鉄バス「元小山」バス停が最寄りの交通機関である。尾張一宮駅、もしくは岩倉駅より出ているバスで向かうことが出来る。

## 著名な出身者
- 安藤正基 - 漫画家
- 北原里英 - 元AKB48
- 脇田菜々子 - 女流棋士 (将棋)
- 八十川勝 - 映画監督